# Mjanma na Letnich Igrzyskach Olimpijskich 1992
Mjanmę na Letnich Igrzyskach Olimpijskich 1992 reprezentowało 4 zawodników: 1 mężczyzna i 3 kobiety.

## Skład kadry

### Lekkoatletyka
Mężczyźni
- Myint Kan
  - Maraton - 77. miejsce

Kobiety
- Khin Khin Htwe
  - Bieg na 1500 m - odpadła w pierwszej rundzie, sklasyfikowana na 36. miejscu
  - Bieg na 3000 m - odpadła w pierwszej rundzie, sklasyfikowana na 30. miejscu

- Ma Kyin Lwan
  - Chód na 10 km - nie ukończyła

### Judo
Kobiety
- Thant Phyu Phyu
  - Waga do 61 kg - 20. miejsce